# Kul (bjergart)
 "kul" omdirigeres hertil. For andre betydninger af kul, se Kul (flertydig).
Kul er en sedimentær bjergart, der er dannet af planterester, der er kompakterede, hærdede, kemisk ændrede og metamorfoserede af varme og tryk over geologisk tid. Kul er traditionelt blevet benyttet som brændsel. 
Kultyper:
- Brunkul
- Stenkul
- Antracit – eller Antracitkul